# Яків Чорноризець
Яков (Іаков) Мніх, за припущеннями дослідників (митр. Макарій, О. Соболевський, М. Поґодін, О. Огоновський та ін.), чернець Києво-Печерського монастиря, що жив у другій половині XI століття і був автором житій Бориса і Гліба та Володимира Великого, й похвали останньому, послання князю Ізяславу тощо.